# 黛粉美花报春
黛粉美花报春（学名：Primula calliantha sp. bryophila）为报春花科报春花属下的一个亚种。

## 扩展阅读
- 維基物種上的相關：黛粉美花报春